# ヴァイキング (映画)
『ヴァイキング』（原題: The Vikings）は、1958年製作のアメリカ合衆国の映画である。アメリカでは1958年の6月28日（ニューヨークでは6月11日）、日本では同年の9月20日に公開された。日本での公開時は邦題は『ヴァイキング』と表記されていたが、TV放映や発売されたソフトの邦題は『バイキング』となり、2019年に発売されたソフトでは再び『ヴァイキング』に戻った。

## あらすじ
9世紀、北欧一帯はヴァイキングの活躍の場となっていた。
悪名高きヴァイキング王ラグナーは、イングランド王を殺害し、王妃エニッドを我が物とした。その後王位を継いだのは、野望に燃えるエイラで、エニッドはラグナーの子を生んだものの、神父ゴドウィンに手放すようにさとされ、別れる際、その子の首に、イングランド王家に伝わる剣の宝石を外してかけておいた。
歳月が流れ、ラグナーとエニッドの子エリックは、運命のいたずらで父の奴隷となっていたが、本人はそのことを知らなかった。一方ラグナーの子アイナーは、鷹匠をしていたエリックと争いになり、鷹のせいで片眼を失う。罰せられようとしていたエリックの首の宝石から、イングランド王家の後継者であることを見抜いたエグバートは、巫女と2人で彼を助け、エリックは、アイナーに囚われていたノーサンブリア王女、モーガナとイングランドに脱出する。
ラグナーが後を追うが、船は難破し、エリックに助けられたところをイングランド兵士に捕らえられ、ラグナーは死罪となり狼の穴に投げ込まれる。一方エリックは、モーガナとの結婚を望むが、エイラはエリックの左手を切り落とし、国に帰してしまう。国に戻ったエリックは、異母兄で敵でもあるアイナーと手を組んで、イングランドに攻め入る。アイナーは、モーガナが、エリックに心を寄せていること、そしてそのモーガナから、自分とエリックが異母兄弟であることをきかされて、エリックと激しく争うが、一瞬の気の緩みから、弟の刃に倒れる。
それからしばらくのち、アイナーの弔いの船に火が放たれるのを、エリックとモーガナが見守っていた。

## キャスト
| 役名                   | 俳優                     | 日本語吹替                    | 日本語吹替                         |
| 役名                   | 俳優                     | NET版                         | TBS版                              |
| ---------------------- | ------------------------ | ----------------------------- | ---------------------------------- |
| アイナー               | カーク・ダグラス         | 宮部昭夫                      | 森川公也                           |
| エリック               | トニー・カーティス       | 広川太一郎                    | 広川太一郎                         |
| ラグナル・ロズブローク | アーネスト・ボーグナイン | 大平透                        | 富田耕生                           |
| モーガナ王女           | ジャネット・リー         | 鈴木弘子                      | 宗形智子                           |
| エグバート1世          | ジェームズ・ドナルド     | 森川公也                      |                                    |
| ゴッドウィン神父       | アレクサンダー・ノックス |                               | 千葉耕市                           |
| エニッド王妃           | マキシン・オードリー     |                               |                                    |
| エイラ王               | フランク・スリング       |                               |                                    |
| ブリジット             | ダンディ・ニコルズ       |                               |                                    |
| 不明 その他            | N/A                      |                               | 藤本譲 飯塚昭三                    |
| 日本語版制作スタッフ   |                          |                               |                                    |
| 演出                   |                          |                               |                                    |
| 翻訳                   |                          |                               |                                    |
| 効果                   |                          |                               |                                    |
| 調整                   |                          |                               |                                    |
| 制作                   | 制作                     |                               | 東北新社                           |
| 解説                   | 解説                     | 淀川長治                      | 荻昌弘                             |
| 初回放送               | 初回放送                 | 1973年2月4日 『日曜洋画劇場』 | 1976年8月30日 『月曜ロードショー』 |

## スタッフ
- 監督 - リチャード・フライシャー
- 製作 - ジェリー・ブレスラー
- 原作 - エディソン・マーシャル
- 脚本 - カルダー・ウィリンガム、デイル・ワッサーマン
- 撮影 - ジャック・カーディフ
- 音楽 - マリオ・ナシンベーネ

## エピソード

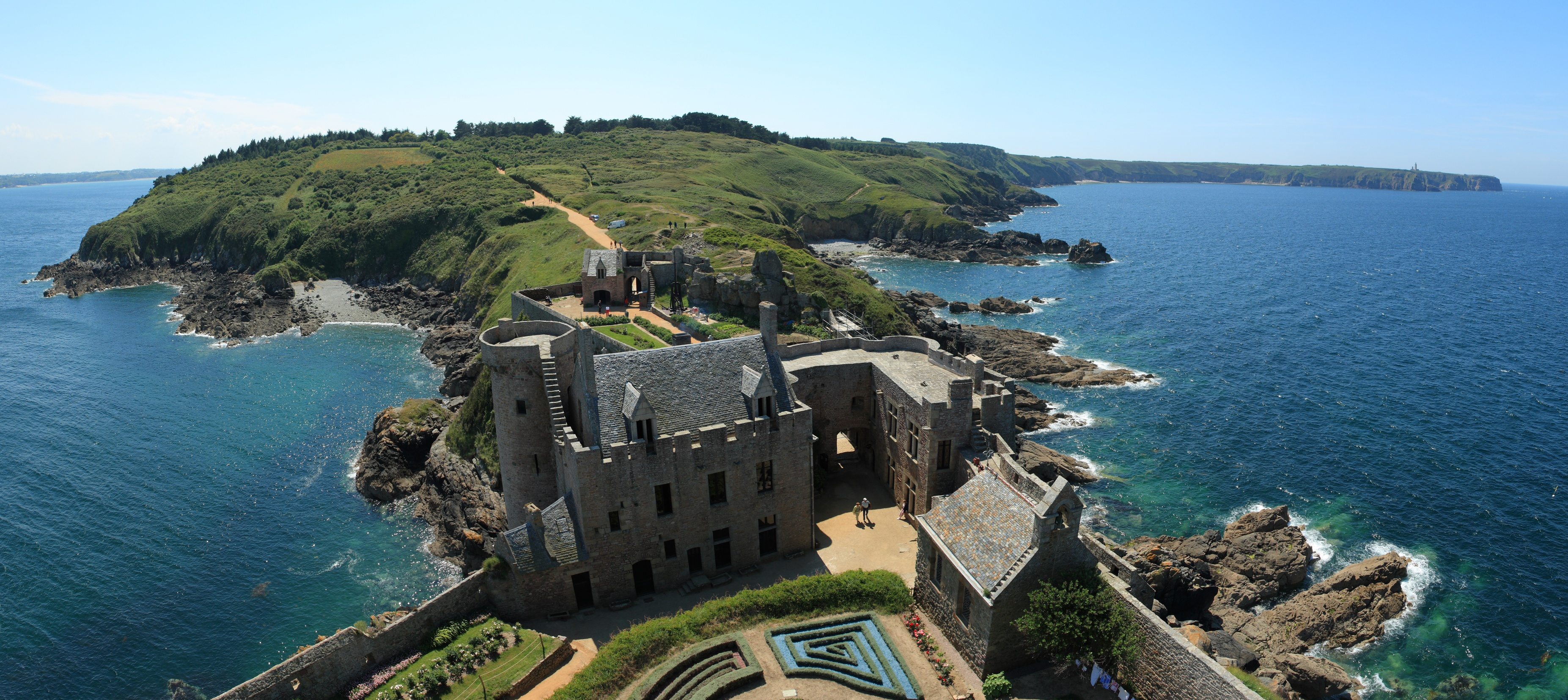
ロケに使われたフランスのフォール・ラ・ラット（ラットの要塞）

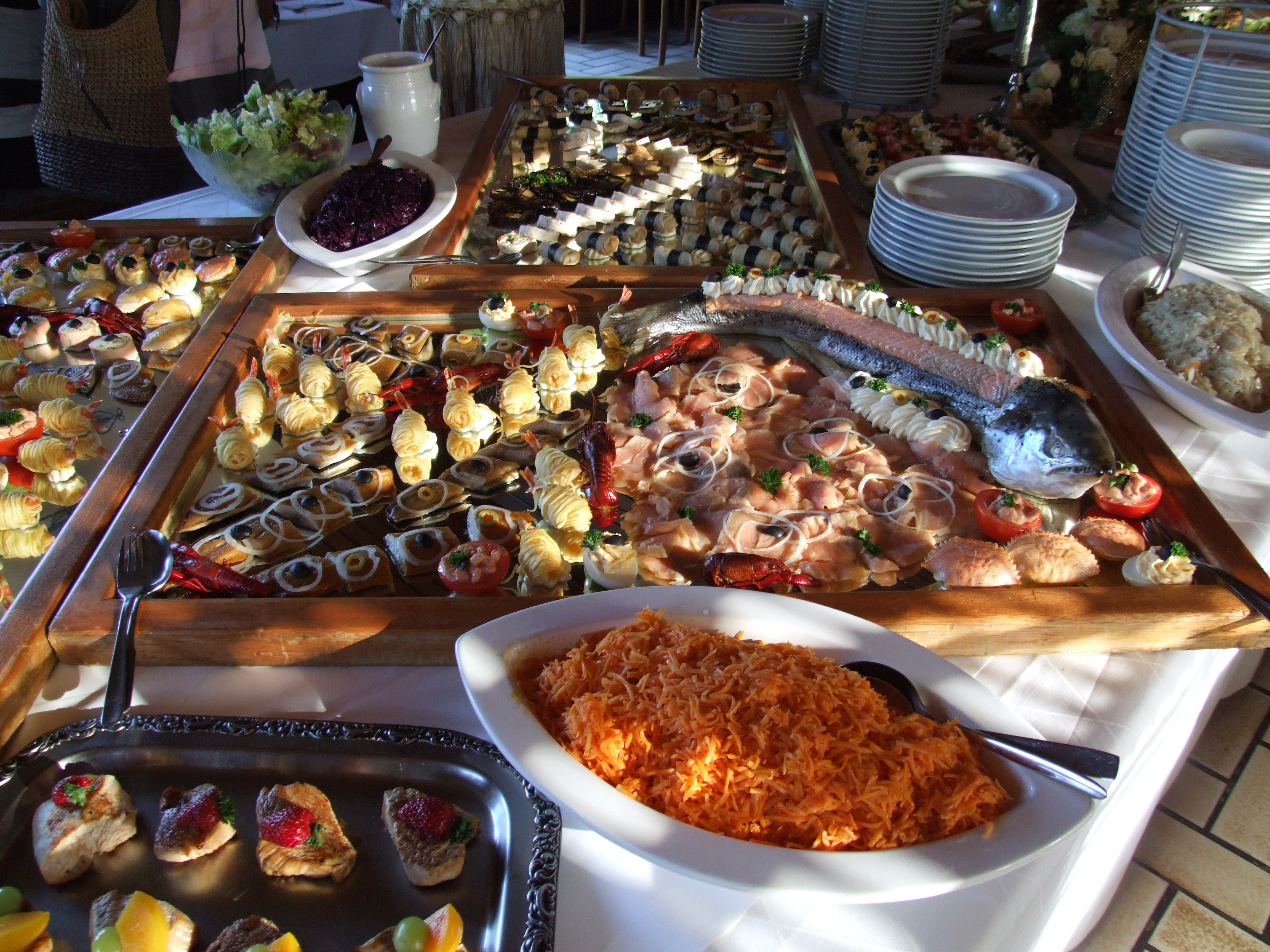
食べ放題の料理の一例

- ノルウェーの、ハルダンゲル・フィヨルドの近くにある、クヴィンヘラ（英語版）でロケが行われた時、地元の人々の多くがエキストラとして撮影に参加した。今もその当時を覚えている人もいる。他にもフランス、ドイツ、ユーゴスラビア（現クロアチア）でロケが行われている。

- アイナーの弔いの船に、火のついた矢を放つ場面で、フライシャー監督は、1、2の3でみんなが矢を放つようにしていたが、いざ本番になると、2でまず矢が1本当たり、次の3で他の全員が矢を放った。監督は、はじめに1本、続いて多くの矢が飛ぶのがいかにも厳粛であるとして、その映像を使うことにした[2]。

- 食べ放題の料理をバイキングと呼ぶのは、この映画に由来している。帝国ホテルでスモーガスボードを採り入れる際、この名前が言いづらかったため、一般的な北欧のイメージとしてのバイキングに加え、当時、ホテル近くの日比谷映画劇場で上映されていたこの映画の、食事風景の場面にヒントを得たといわれる[6]。

- エイラ王のモデルはノーサンブリア王エラ（ノーサンブリア王）（英語版）、ラグナーのモデルは北欧の伝説に登場する英雄ラグナル・ロズブロークである。

## Blu-ray・DVD
- 【Blu-ray】ヴァイキング HDマスター版 2019年4月21日発売
- 【DVD】ヴァイキング HDマスター版 2019年4月21日発売
- 【DVD】バイキング <初回限定生産> 2008年8月22日発売
- 【DVD】バイキング 2007年10月24日発売
- 【DVD】バイキング <初回限定生産> 2007年1月19日発売
- 【DVD】バイキング <期間限定生産> 2006年6月17日発売
- 【DVD】バイキング <今だけ2枚で￥1990/初回限定生産>2005年2月18日発売
- 【DVD】バイキング	2004年7月2日発売
- 【DVD】バイキング 2003年10月3日発売